# Luis Ibaseta
Luis Mario Ibaseta Cobo (ur. 31 grudnia 1913 w Valparaíso, zm. 28 listopada 1987 w Viña del Mar) – chilijski koszykarz, uczestnik Letnich Igrzysk Olimpijskich 1936. 
Na igrzyskach w Berlinie, reprezentował swój kraj w turnieju koszykówki. W pierwszej rundzie jego reprezentacja pokonała Turcję 30-16. W drugiej rundzie, Chile pokonało Brazylię 23-18, jednak w rundzie trzeciej Chilijczycy musieli uznać wyższość koszykarzy z Włoch (19-27). Wraz z kilkoma innymi reprezentacjami, Chile zajęło ex aequo 9. miejsce.